# Experimental Cell Research
Experimental Cell Research, abgekürzt Exp. Cell Res., ist eine wissenschaftliche Fachzeitschrift, die vom Elsevier-Verlag veröffentlicht wird. Die Zeitschrift erscheint derzeit mit 20 Ausgaben im Jahr. Es werden Arbeiten aus der Zellbiologie veröffentlicht.
Der Impact Factor lag im Jahr 2015 bei 3,378. Nach der Statistik des ISI Web of Knowledge wird das Journal mit diesem Impact Factor in der Kategorie Zellbiologie an 96. Stelle von 184 Zeitschriften und in der Kategorie Onkologie an 82. Stelle von 213 Zeitschriften geführt.